# Széchényi György (várkapitány)
Széchényi György (Nagyszombat, 1656. április 26. – Széplak, 1732. április 2.) 1697-től gróf, hadvezér a török elleni hadjáratban.

## Élete
A nemesi származású sárvár-felsővidéki Széchényi családnak a leszármazottja. Apja sárvár-felsővidéki Széchényi Lőrinc (1610 – c. 1678) tehetős köznemesi származású földbirtokos, anyja Gellén Judit (1615–1682). Az apai nagybátyja sárvár-felsővidéki Széchényi György (1603–1695), esztergomi érsek, prímás, katolikus egyházi író, aki meglehetősen segített a pályafutása során. Sógora báró gyöngyösi Nagy Ferenc (†1704), dunáninneni vicegenerális, a Kanizsával szembeni végek főkapitány-helyettese, zalaegerszegi főkapitány, földbirtokos, akinek a felesége Széchényi Erzsébet volt.
Bécsben tanult és a hadi pályára lépett; 1687-ben érdemeiért Szentgyörgy, Egervár és Pölöske várak kapitányává neveztetett ki. Egerváron több évig hűséges vicekapitánya a Sidy családból való sidi Sidy Mihály (†1711) volt. Nagybátyja Széchényi György érsek végrendelete szerint örökölte a Széplaki, a Felsővidéki, Egervári, Pölöskei, Szentgyörgyvári uradalmakat, Babolnát, Kürtöt, Dávidcenket sat. Nagybátyja halála után 1696-ban Egervár, Pölöske és Szentgyörgy várak örökös kapitányává lett. 1697. március 30-án Bécsben kelt oklevéllel I. Lipót király által grófi rangra emeltetett saját vitéz tetteiért és érdemeiért, melyek szerint a török háborúk alatt a császári hadseregnél saját költségén toborozván és Buda, Fehérvár, Kanizsa és Sziget ostromában is személyesen részt vett.

## Házassága és leszármazottjai
Felesége beketfalvi Mórocz Ilona (+Sopron 1703). A házasságukból származott:
- sárvár-Felsővidéki gróf Széchenyi Julianna (1679-1716), nemes Falussy László (+1695), majd ebergényi és telekesi báró Ebergényi László (1656-1724) neje.[4]
- sárvár-Felsővidéki gróf Széchenyi Judit (1680-1699), kispalugyai Palugyay Gábor neje.
- sárvár-Felsővidéki gróf Széchenyi Zsigmond, (1681-1738), aki feleségül vette gróf németújvári Batthyány Mária Terézia (+Sopron 1721) kisasszonyt, majd szalai Barkóczy Mária (1695-1761) lett a házastársa. Első feleségétől származik az összes mai napig élő Széchenyi család ága.

## Munkája
- Divi Ladislai Inclytae Nationis Hungaricae Tutelaris ac Patroni Regia Virtus Per fortunata pericula gloriosc coruscans. In Basilica D. Stephani Proto-Martyris coram Universitate Viennensi, Deferente... Annua Laudatione Celebrata... Viennae, M.DC.LXXI.